# حساب جار

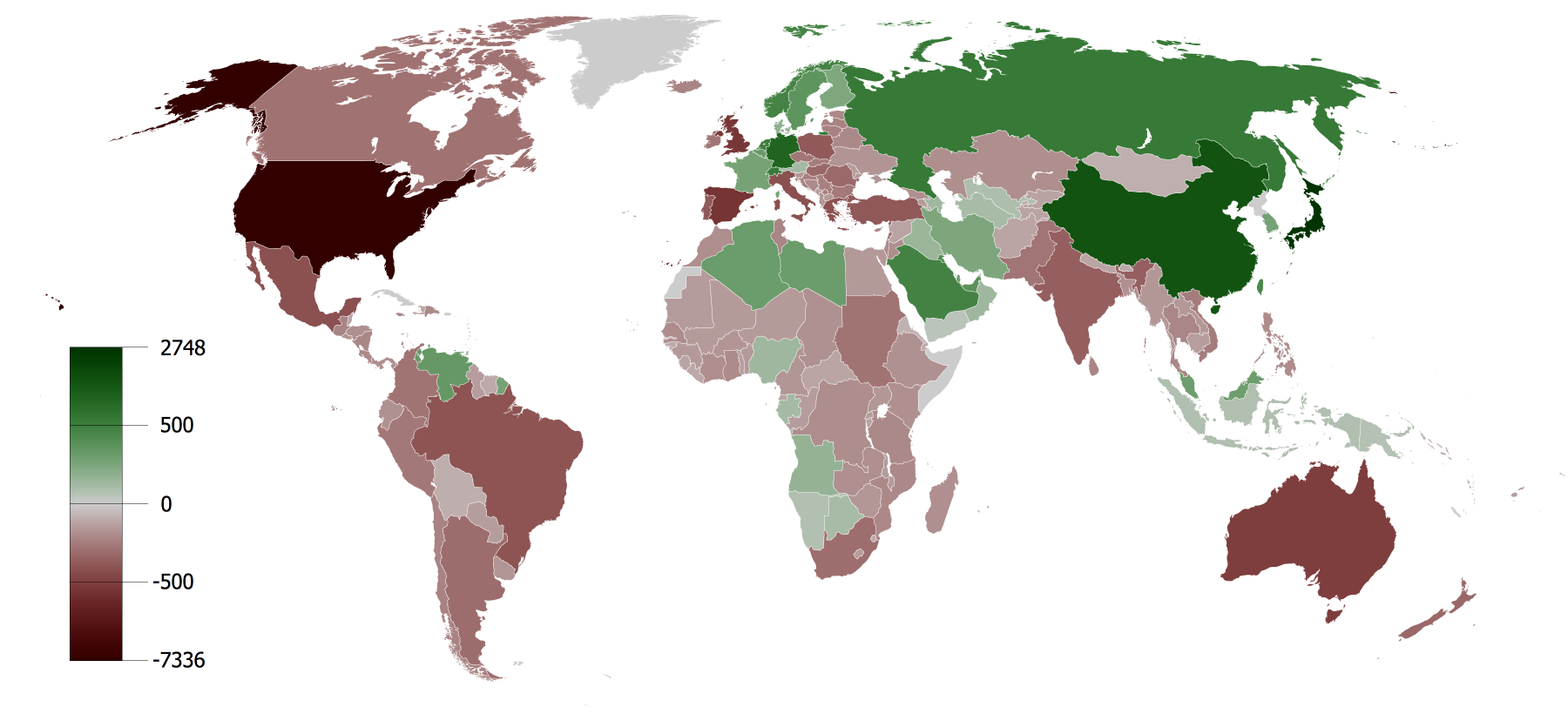
ميزان الحساب الجاري التراكمي 1980-2008 (بملايين الدولارات الأميركية) استنادا إلى بيانات صندوق النقد الدولي

الحساب الجاري (بالإنجليزية: Current Account)‏ هو المؤشر الذي يقيس الفرق بين الصادرات، والواردات من بضائع والخدمات بالإضافة إلى الفارق بين الحوالات، التدفقات المالية من وإلى الاقتصاد، ولكن يستثنى منها الأموال المستثمرة بالأصول واستثمارات الأسواق المالية، وهو مؤشر يظهر بقراءة مقسمة على مدار الأرباع الأربعة. يمكنك الرجوع إلى قائمة البلدان حسب ميزان الحساب الجاري